# 라트비아 올림픽 위원회
라트비아 올림픽 위원회(라트비아어: Latvijas Olimpiskā Komiteja)는 라트비아의 국가 올림픽 위원회이다. IOC 코드는 LAT이다. 본부는 리가에 있으며 유럽 올림픽 위원회에 소속되어 있다.
1922년 4월 23일에 설립되어 1923년에 국제 올림픽 위원회의 승인을 받았지만 1940년 라트비아가 소련의 침공으로 인해 강제 병합되면서 해체되었다. 1988년 9월 17일에 다시 설립되었고 1991년에 국제 올림픽 위원회로부터 재승인을 받았다. 올림픽, 유러피언 게임을 비롯한 국제 스포츠 대회에 참가하는 라트비아의 선수들을 대표한다.

## 같이 보기
- 올림픽 라트비아 선수단